# Rotor

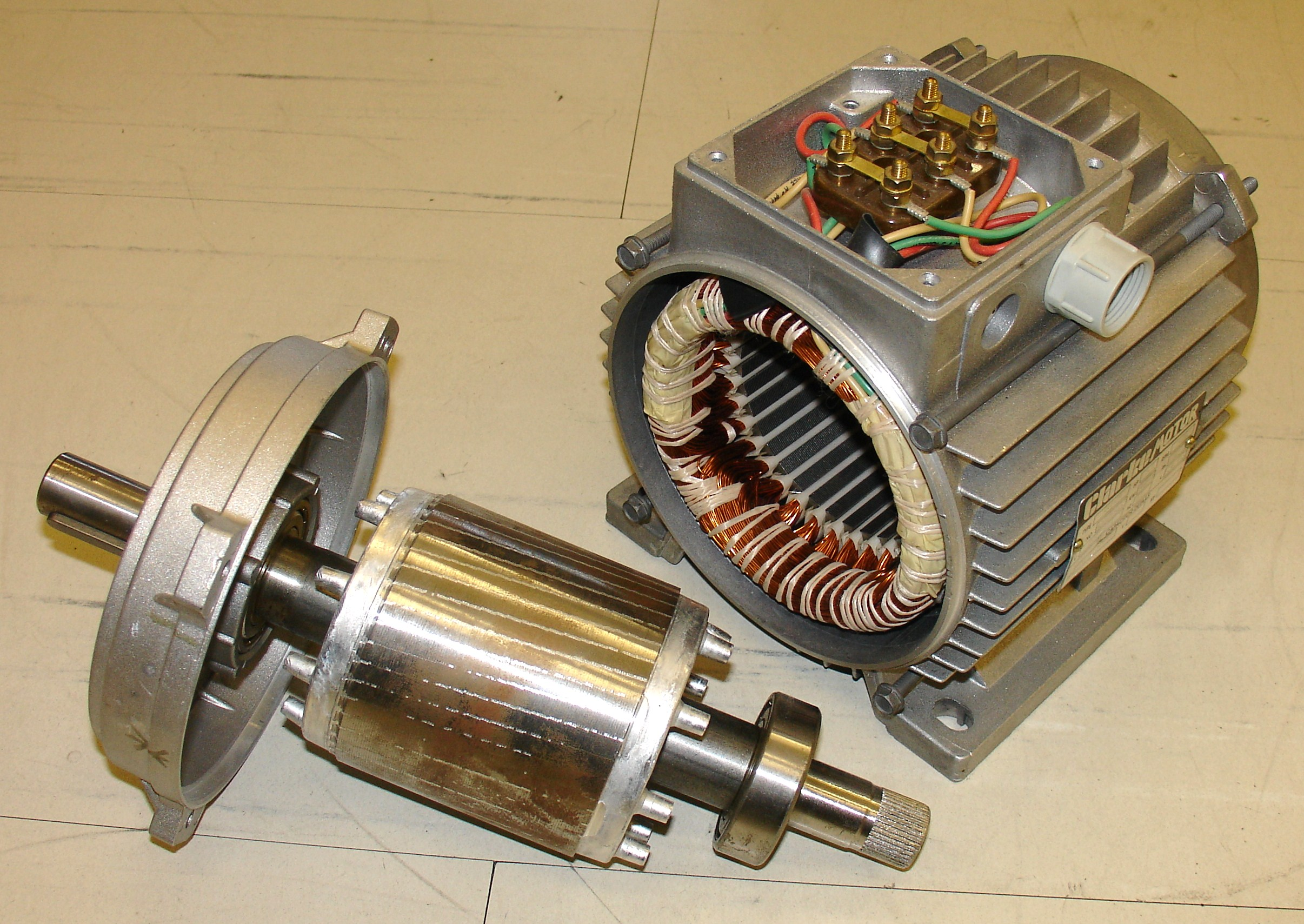
Stator och rotor (till vänster) i en elektrisk motor

Helikopter med koaxialrotorer

Rotor är den roterande del i exempelvis en elektrisk motor eller generator som är fästad i drivaxeln.
De roterande vingarna på helikoptrar benämns också rotor. Den vanligaste helikopterkonstruktionen har en huvudrotor och en stjärtrotor, men det finns varianter med endast två huvudrotorer, inklusive koaxialrotorer. De enskilda "vingarna" kallas rotorblad.